# Chris Kaman

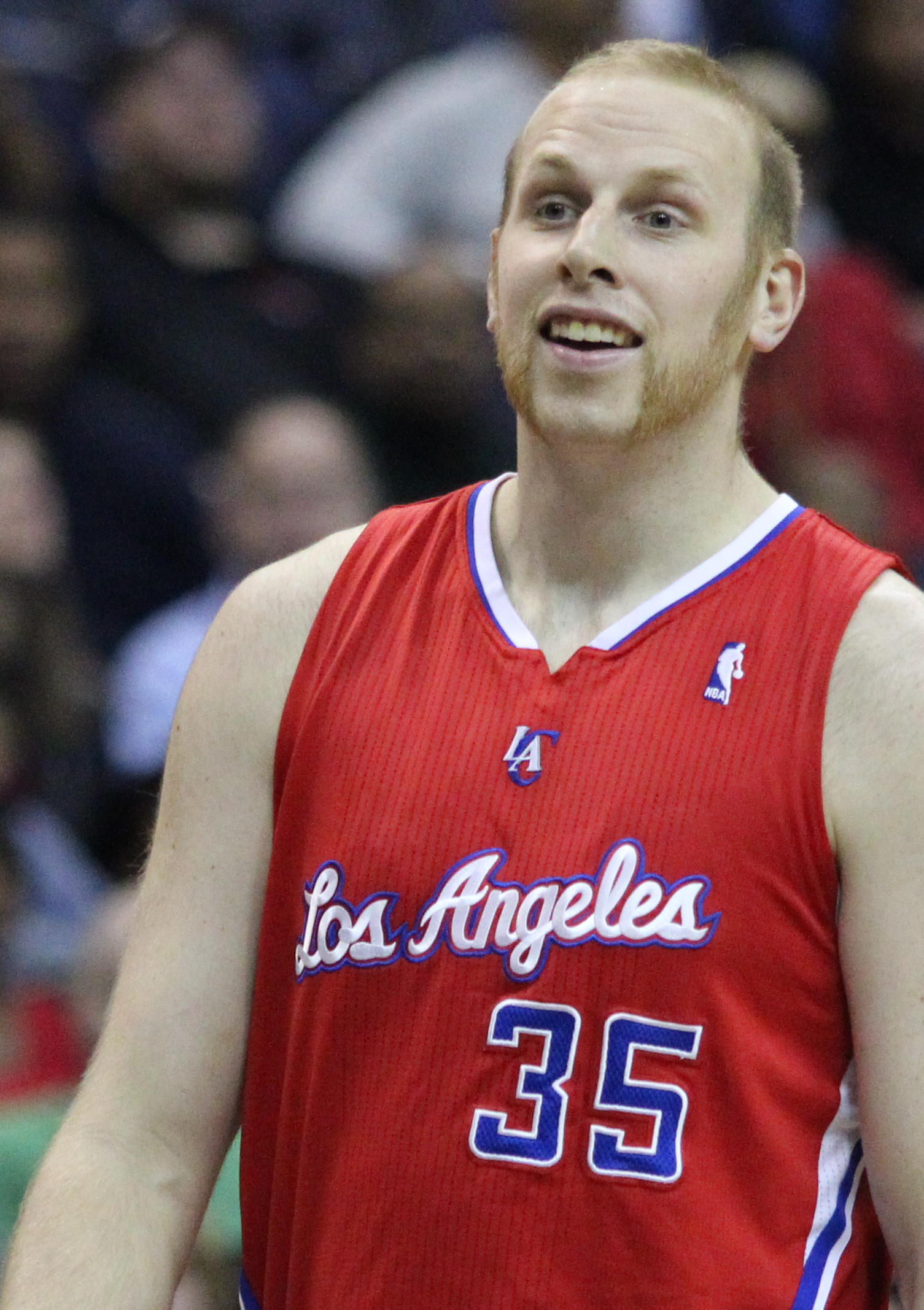
Chris Kaman med Los Angeles Clippers, 2011.

Christopher Zane Kaman, född 28 april 1982 i Grand Rapids i Michigan, är en tysk-amerikansk tidigare basketspelare. Han är 213 cm lång och väger 120 kg.